# Coburg
För andra betydelser, se Coburg (olika betydelser).

Coburg är en kretsfri stad i det tyska förbundslandet Freistaat Bayern. Folkmängden uppgår till cirka 42 000 invånare.

## Geografi
Staden ligger söder om Thüringer Wald och norr om floden Main och genomflyts av floden Itz. Andra större städer i regionen är Erfurt (80 km norrut), Würzburg (90 km åt sydväst) och Nürnberg (90 km söderut).

## Historia
Staden har sitt ursprung i borgen Veste Coburg som omtalas i dokument första gången 1056. Den kom senare som residens för hertigarna av Sachsen-Coburg att utvecklas till ett omfattande byggnadskomplex. 1331 fick orten stadsrättigheter av Ludvig IV. 1353 blev Coburg besittning av markgreve Fredrik den stränge av Meissen. 1493 fick staden sitt stadsvapen, som avbildar Sankt Mauritius. 1524 pågick reformationen i staden och 1530 vistades Martin Luther ett halvt år i Coburgs borg. Mellan 1586 och 1633 var Coburg huvudstad i det självständiga hertigdömet Sachsen-Coburg, därefter tillhörde staden Sachsen-Coburg-Saalfeld åren 1735–1826 och till sist Sachsen-Coburg-Gotha 1826–1918. Under denna tid byggdes i staden hus i renässansstil som ännu idag står kvar.
Efter första världskriget upphörde monarkin i områden med furst Karl Edvards abdikation och Coburg blev först centrum i en fristat med samma namn, innan området blev del av Bayern. Efter 1922 utvecklade sig staden till ett centrum för nationalsocialism. 1929 hade Coburg som första stad i Tyskland fler medlemmar av Nationalsocialistiska tyska arbetarepartiet (NSDAP) i stadsparlamentet än av andra partier. Coburg var även den första tyska staden där Adolf Hitler blev hedersmedborgare den 26 februari 1932.
Under andra världskriget fick Coburg inte så stora skador som en del andra tyska städer. Den 11 april 1945 intogs orten av amerikanska soldater. I samband med Tysklands delning blev Coburg en stad nära gränsen till Östtyskland. Idag kännetecknas staden av skolor med överregional betydelse, ett försäkringsbolag och större teatrar.

## Stadsvapen
Stadsvapnet föreställer det katolska helgonet Sankt Mauritius.

## Galleri

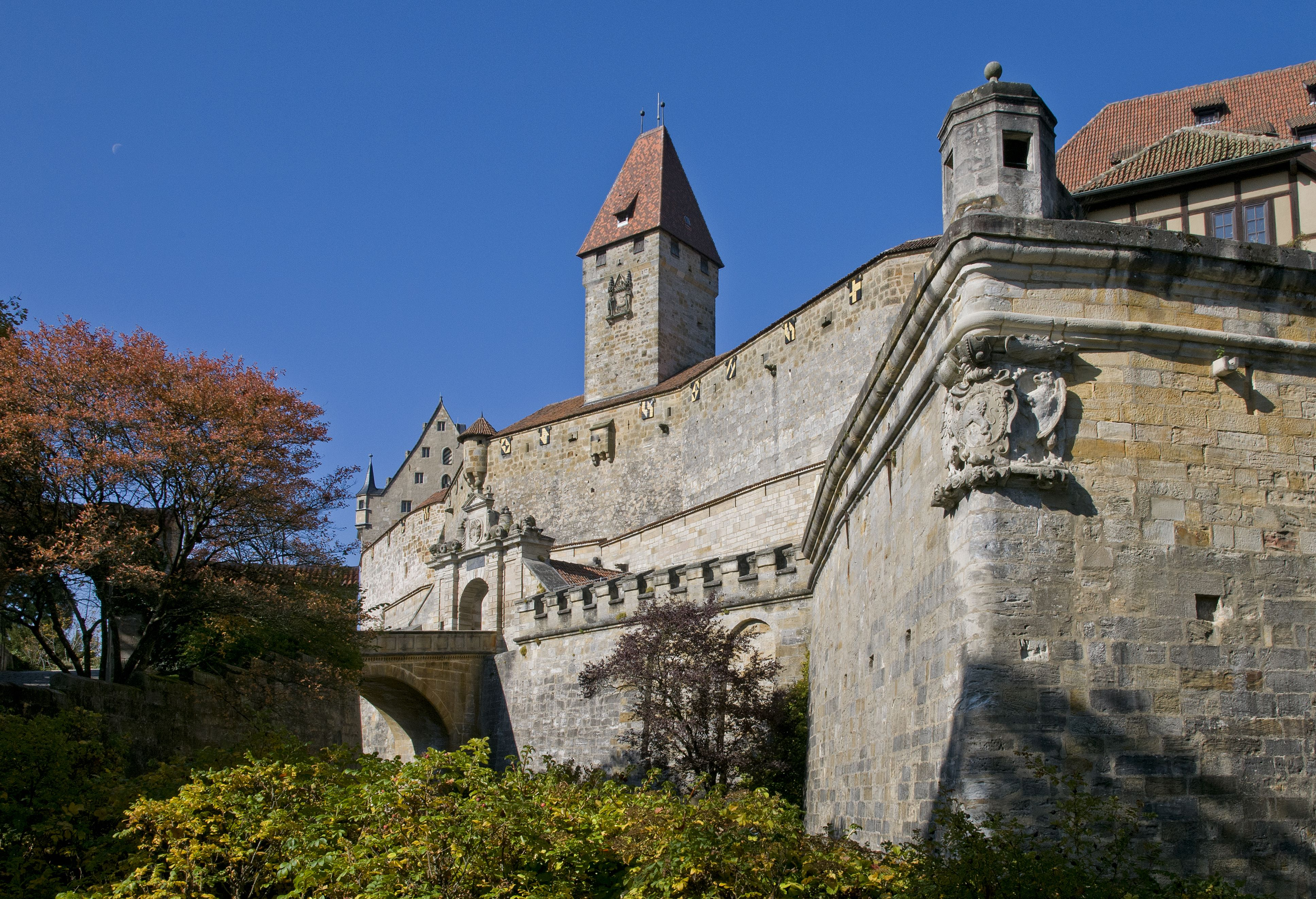
Veste Coburg
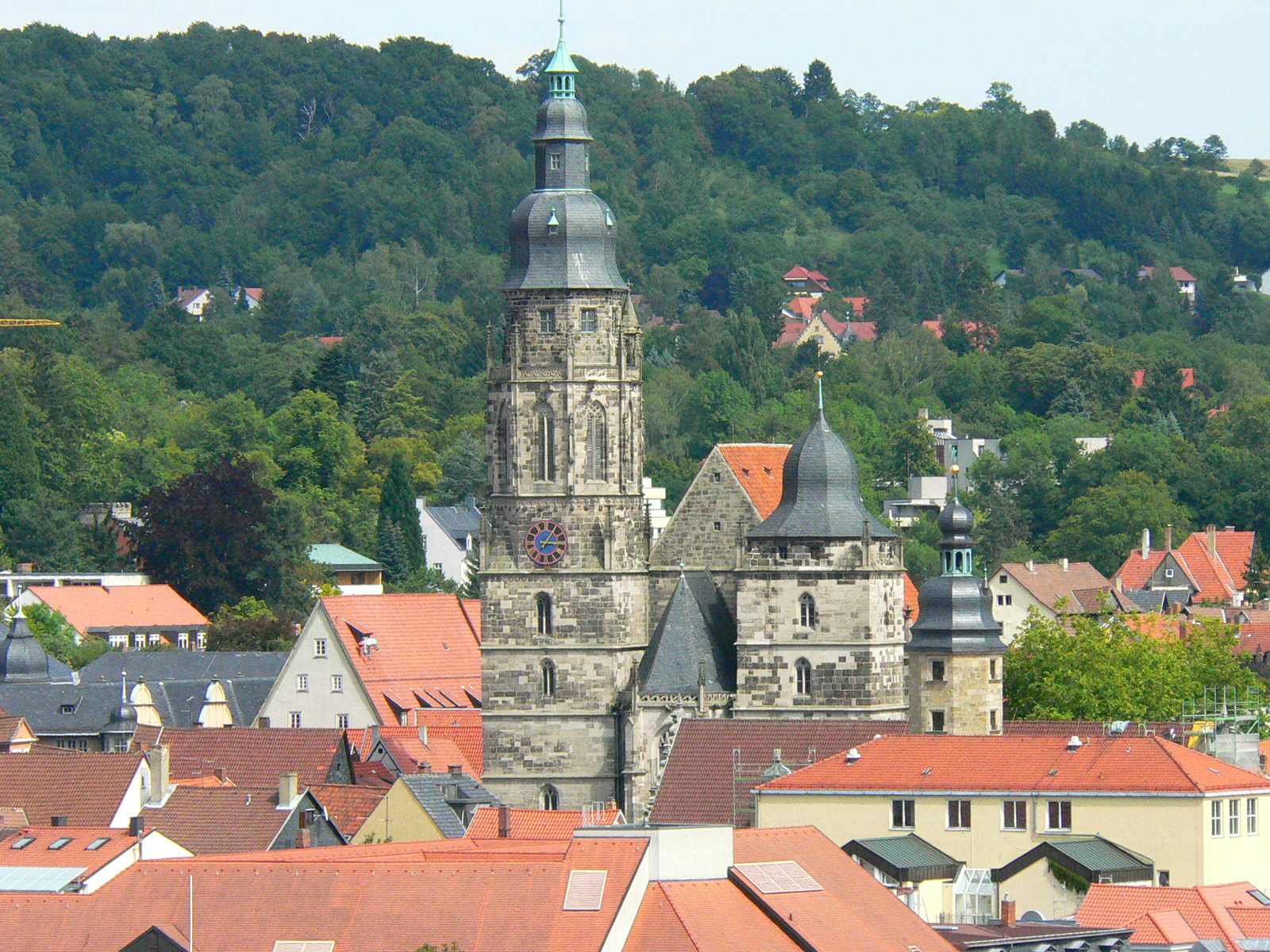
Morizkyrkan
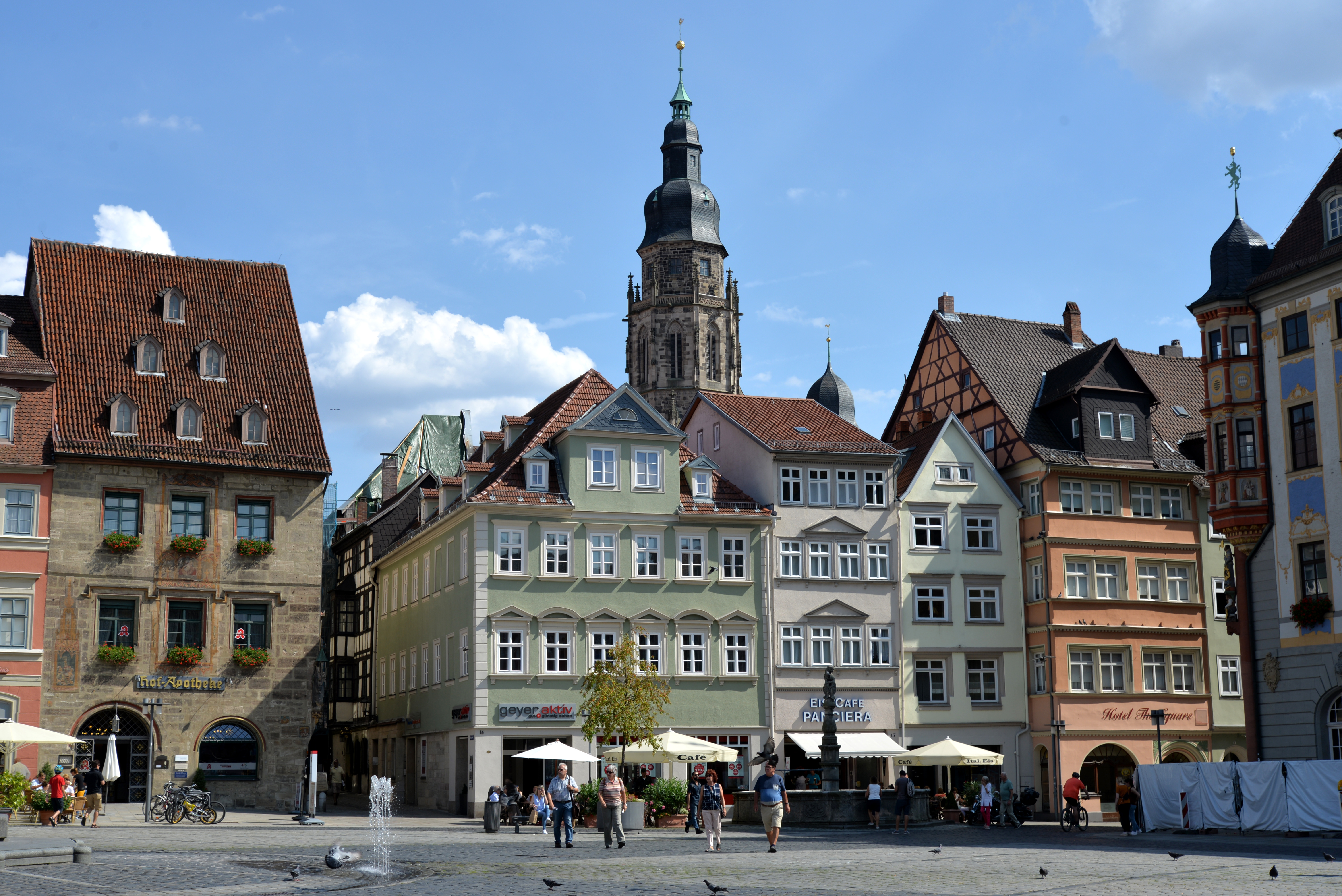
Torget
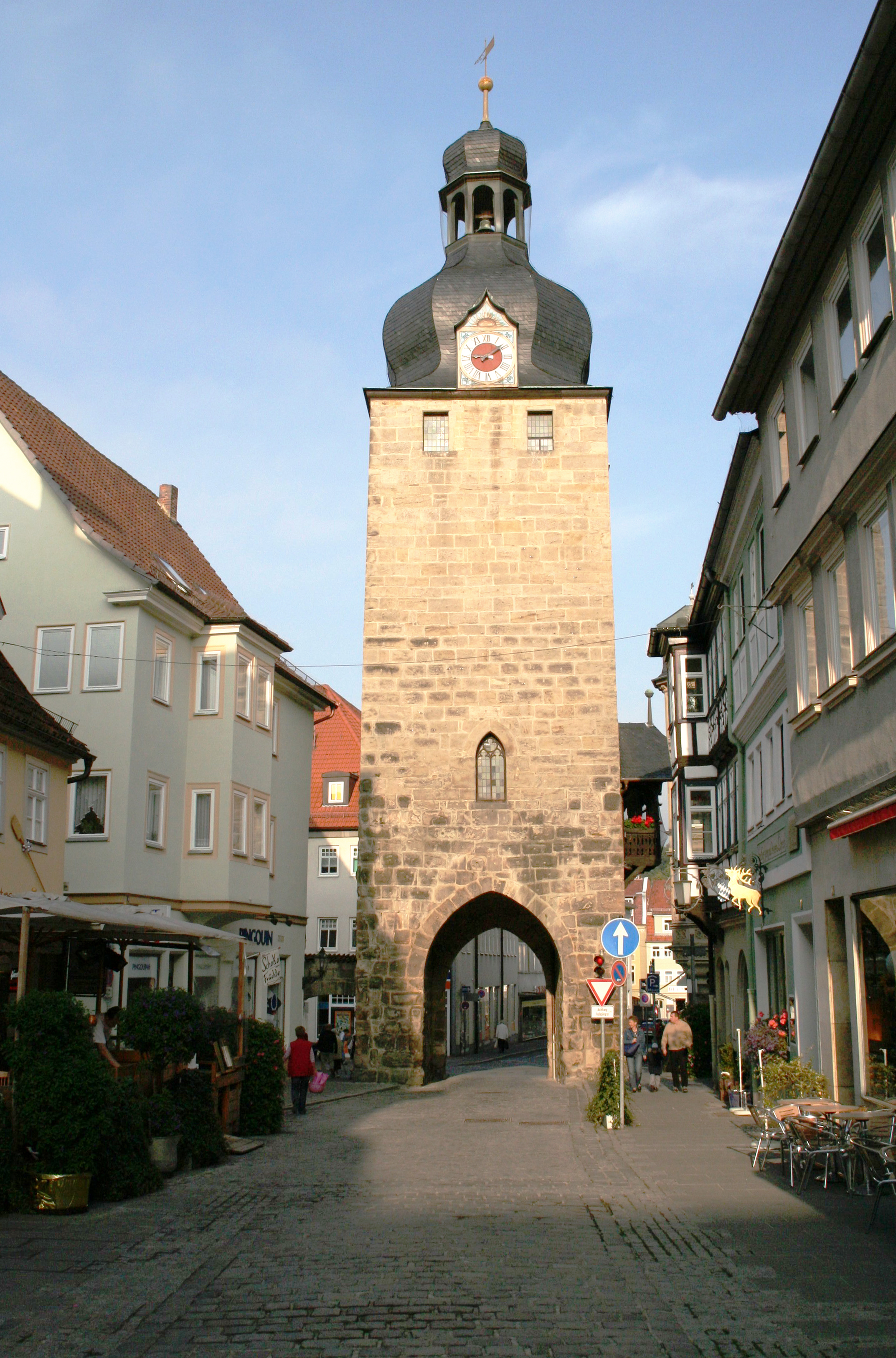
Judentor
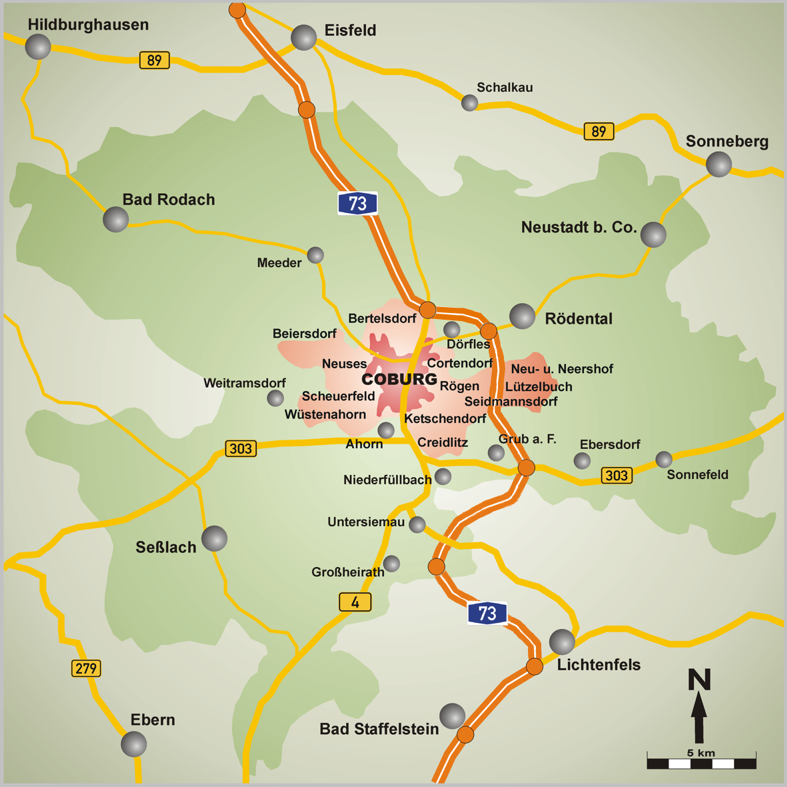
Coburgs stadsdelar

### Historiska bilder

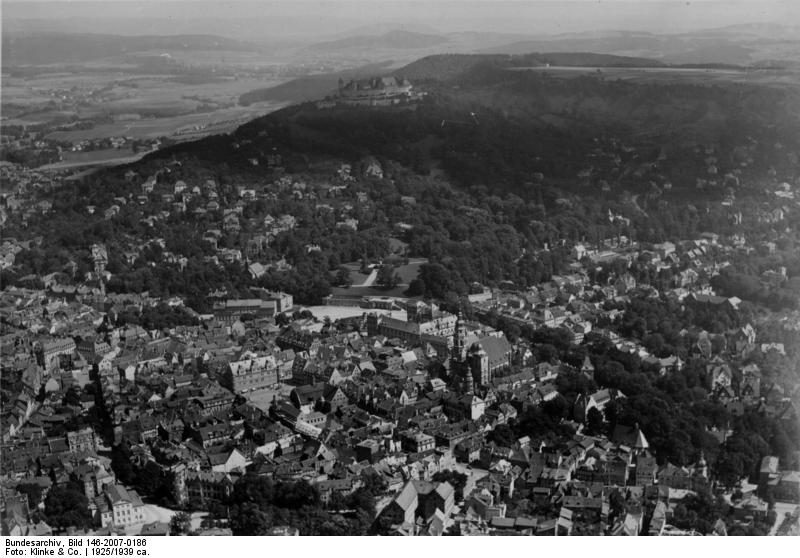
Coburg 1925, med Veste Coburg och Morizkyrkan
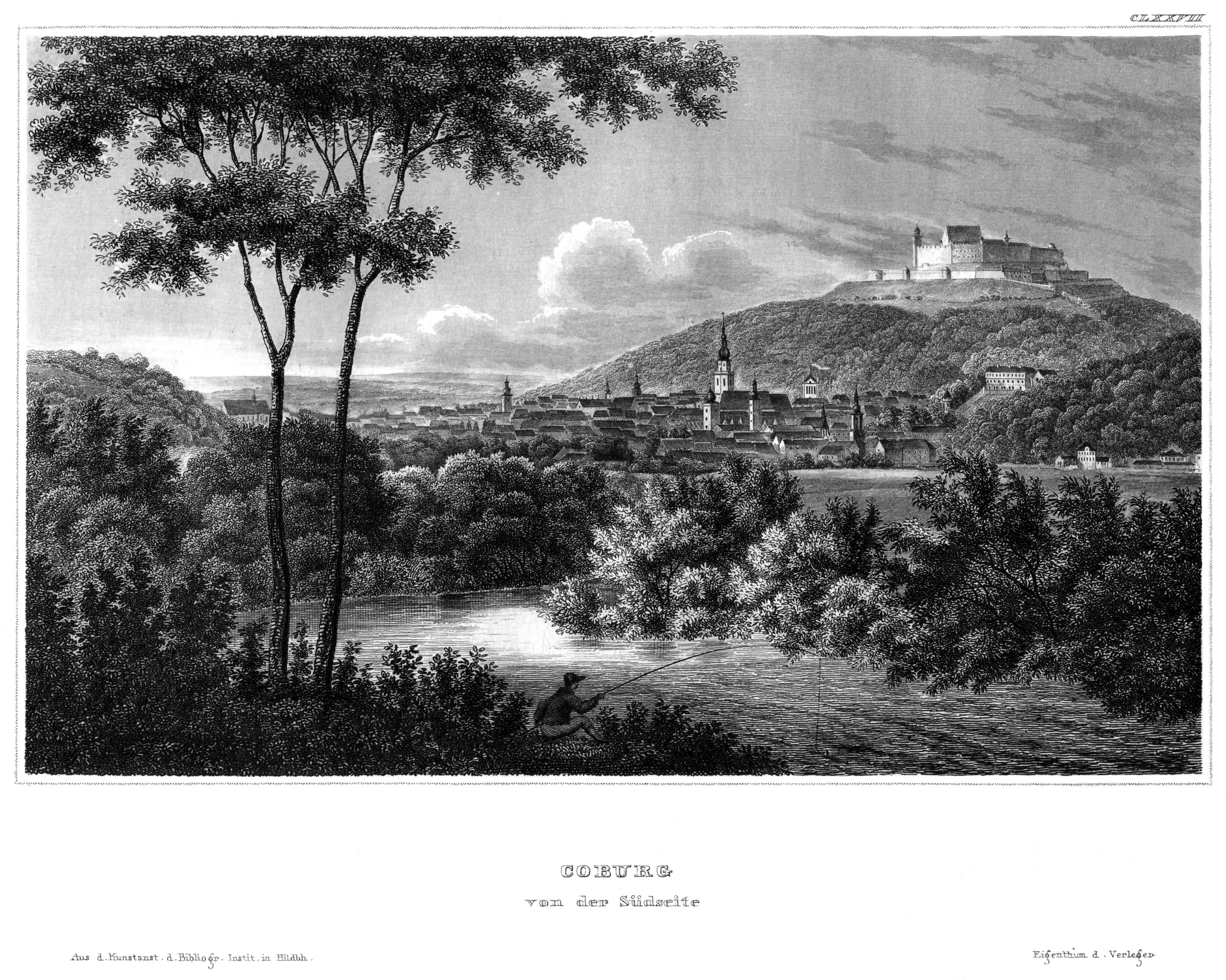
Äldre tryck
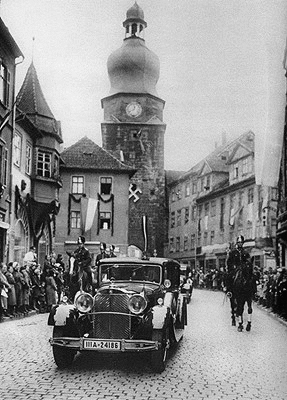
Följet vid Schwedenhoch-zeit 1932.

## Kända personer från Coburg
- Albert av Sachsen-Coburg-Gotha, brittisk prins
- Fredrik Josias av Sachsen-Coburg-Saalfeld, fältmarskalk
- Sibylla av Sachsen-Coburg-Gotha, svensk prinsessa